# Danske mesterskaber i atletik 1895
Danske mesterskaber i atletik 1895 var det andet Danske mesterskaber i atletik. Kun en disciplin 1 mile løb var med på programmet. Mesterskabet var åben for udenlandske deltagere.
| Disciplin | Guld                                | Sølv | Bronze |
| --------- | ----------------------------------- | ---- | ------ |
| 1 mile    | Oscar Amundsen Kristiania IF 4:53.0 | ?    | ?      |
Kilde: DAF i tal
| Atletik | Spire Denne artikel om atletik er en spire som bør udbygges. Du er velkommen til at hjælpe Wikipedia ved at udvide den. |